# Campuac
Campuac – miejscowość i gmina we Francji, w regionie Oksytania, w departamencie Aveyron. W 2013 roku jej populacja wynosiła 451 mieszkańców. 
W Campuac 4 grudnia 1934 roku urodził się ks. Pierre-Marie Delfieux – wieloletni duszpasterz akademicki, założyciel Monastycznych Wspólnot Jerozolimskich.